# Lagonda 2.6-Litre
Lagonda 2.6-Litre – luksusowy samochód osobowy produkowany przez brytyjską firmę Lagonda w latach 1948–1953. Dostępny jako 2-drzwiowy kabriolet lub 4-drzwiowy sedan. Do napędu użyto silnika R6 o pojemności 2,6 litra. Moc przenoszona była na oś tylną poprzez 4-biegową manualną skrzynię biegów. Samochód został zastąpiony przez model 3-Litre. Wyprodukowano 510 egzemplarzy modelu 2.6-Litre

## Dane techniczne

### Silnik
- R6 2,6 l (2580 cm³), 2 zawory na cylinder, DOHC
- Układ zasilania: gaźnik
- Średnica × skok tłoka: 78,00 mm × 90,00 mm
- Stopień sprężania: 6,5:1
- Moc maksymalna: 107 KM (78,3 kW) przy 5000 obr./min
- Maksymalny moment obrotowy: 180 N•m przy 3000 obr./min

### Osiągi
- Przyspieszenie 0-80 km/h: 12,7 s
- Przyspieszenie 0-100 km/h: 18,8 s
- Prędkość maksymalna: 135 km/h
- Średnie zużycie paliwa: 17 l / 100 km[2]